# Greve da Meia Passagem
A Greve da Meia Passagem foi uma greve estudantil em São Luís, Maranhão em 1979 visando a adoção da meia passagem para estudantes. A greve foi marcada por forte repressão policial às passeatas e assembleias. Desenvolvida entre 14 de Setembro e 22 de Setembro, marcou São Luís pelo grande número de adesões e pela brutalidade policial empreendida.
O Início da greve se deu após o terceiro aumento das passagens de ônibus no mesmo ano pelo prefeito Mauro Fecury. Estudantes da Universidade Federal do Maranhão declaram greve e são reprimidos ao sair em passeata para o centro da cidade ao entrarem na Rua de São Pantaleão. Apesar da repressão e da vigilância presentes na época conseguem angariar apoio dos outros estudantes da cidade e de outros setores da sociedade ludovicense.
Os dias 17 e 18 de Setembro concentraram a maior parte da violência. O ato público na Praça Deodoro reuniu 15 mil pessoas no dia 17 e foi brutalmente reprimido por forças policiais. O dia 18 amanheceu com o comércio fechado, transporte público parado e mais enfrentamento entre a polícia e manifestantes. O Governador do Estado, João Castelo, decide negociar e liberta alguns presos e concede parte do estádio Nhozinho Santos para uma assembléia dos manifestantes. Esses decidem diminuir os enfrentamentos devido a postura de negociação do governo, mas continuam a greve até o dia 22. No dia 28 foi sancionada a leia da meia passagem e no dia 1º de Outubro entrou em vigor.
A greve foi de grande significado para a política do Maranhão e João Castelo foi muito criticado pela brutalidade da repressão policial aos manifestantes. Mesmo na eleição municipal de 2008, 29 anos depois, Castelo foi teve que responder politicamente pelo repressão.